# Henschia deminutus
Henschia deminutus är en insektsart som beskrevs av Dlabola 1981. Henschia deminutus ingår i släktet Henschia och familjen dvärgstritar. Inga underarter finns listade i Catalogue of Life.